# Guerre de Troie

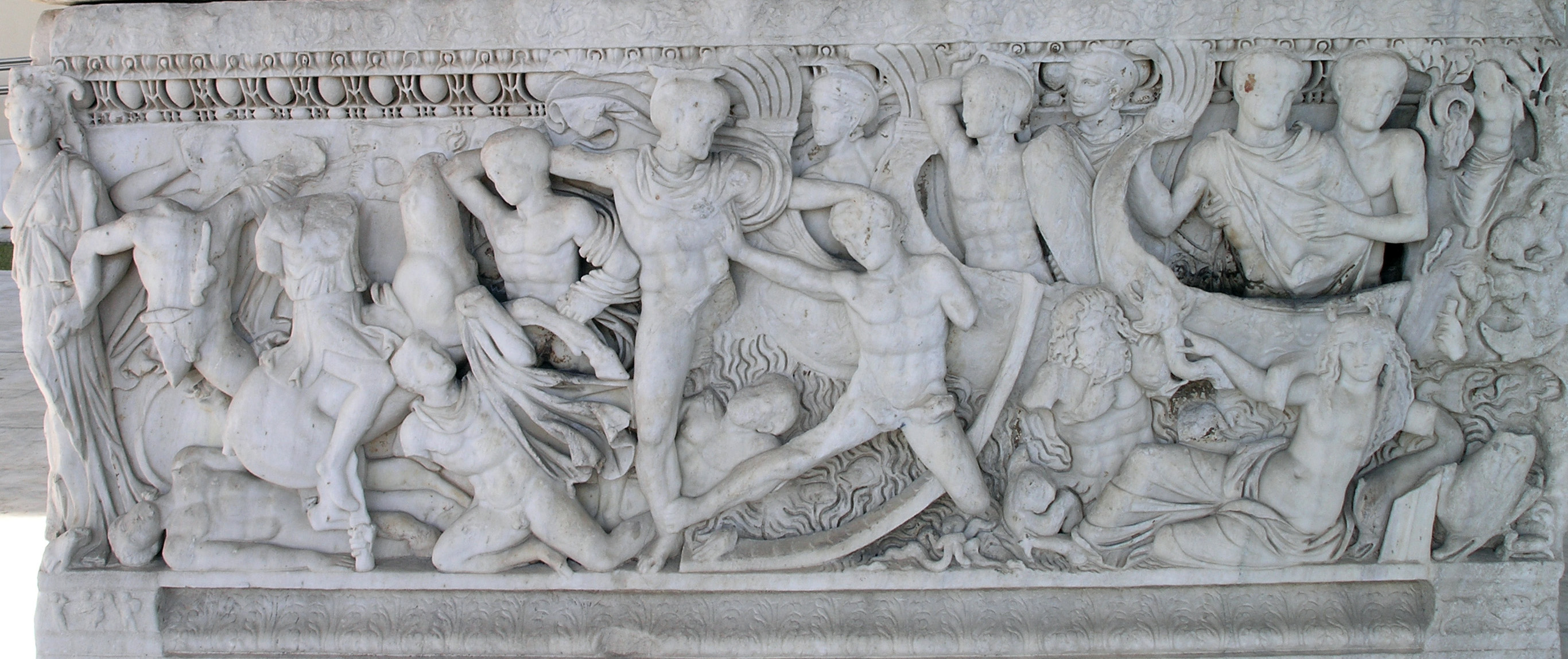
Combat aux vaisseaux devant Troie.
Sarcophage néo-attique du Musée archéologique de Thessalonique, deuxième quart du

La guerre de Troie est un conflit légendaire de la mythologie grecque, dont l'historicité est controversée. C'est le prince troyen Pâris qui la déclenche en enlevant Hélène, épouse du roi de Sparte, Ménélas. En rétorsion, Ménélas, l'époux bafoué, lève avec son frère Agamemnon une expédition rassemblant la plupart des rois grecs, qui assiège Troie et remporte finalement la victoire. La guerre de Troie et ses conséquences forment le sujet d'un vaste cycle épique, le « Cycle troyen », dont les œuvres sont aujourd'hui perdues à l'exception de l’Iliade et l’Odyssée d'Homère. Elle représente une pierre fondatrice de la culture grecque, puis de la culture romaine, et constitue encore une source d'inspiration pour les artistes et écrivains des cultures occidentales postérieures.
Elle est parfois appelée deuxième guerre de Troie en référence à l'expédition menée contre la cité par Héraclès que certains nomment première guerre de Troie.

## Déroulement de la guerre

### Déclenchement

#### Causes

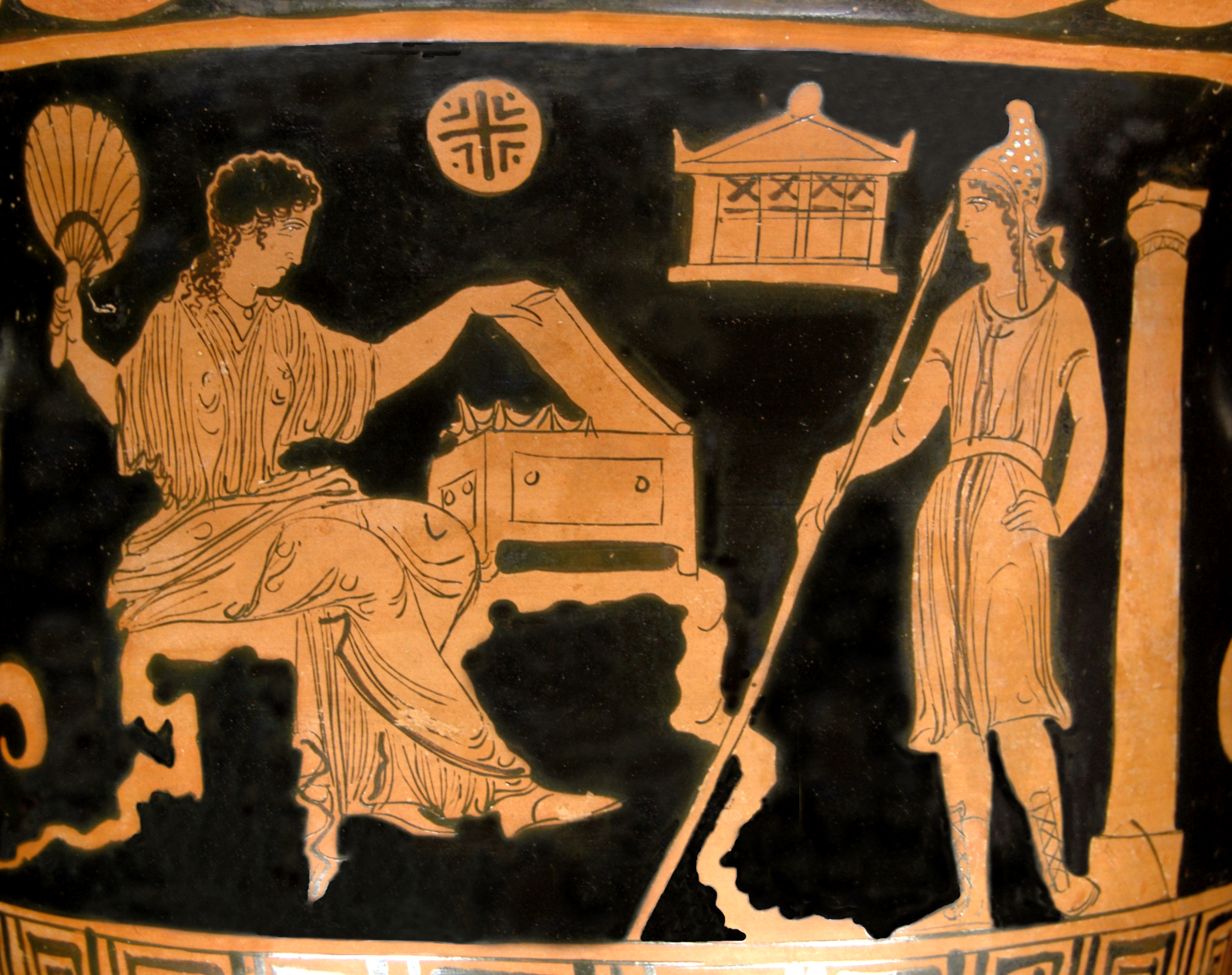
Hélène et Pâris, cratère en cloche à figures rouges apulien (-380–-370), musée du Louvre (K 6).

La guerre de Troie est déclenchée par l'enlèvement d'Hélène, épouse du roi de Sparte, Ménélas, par le Troyen Pâris, fils de Priam, roi de Troie, et de son épouse Hécube. En effet, Hélène avait été promise à Pâris par Aphrodite, en remerciement pour le jugement du mont Ida, lui attribuant la pomme d'or. Pâris dut alors choisir entre Héra, Athéna et Aphrodite, lui promettant respectivement la royauté, la puissance militaire et l'amour de la plus belle femme du monde : Hélène.
On peut aussi considérer l'enlèvement d'Hélène, et donc l'incitation à la guerre, comme une vengeance de la part de Priam de la précédente guerre de Troie entre Héraclès et son père Laomédon qui est mort par ses mains. En effet, si Pâris est autorisé à se rendre à Sparte, c'est pour demander le retour d'Hésione, emmenée par Télamon après la guerre.

#### Coalition achéenne
Les rois grecs, descendants de Pélops, sont contraints par le serment de Tyndare à se joindre à la cause de Ménélas, l'époux d'Hélène. Celui-ci, accompagné de Nestor, parcourt la Grèce pour les rappeler à leur promesse,.
Étant accompagné de son frère Agamemnon et de Palamède, Ménélas va trouver à Ithaque Ulysse, réticent à cause d'un oracle qu'il a entendu. Pour éviter d'avoir à partir, il simule la folie : vêtu en paysan, il laboure un champ avec un âne et un bœuf attelés à la même charrue, et lance du sel par-dessus son épaule. Palamède place alors le jeune Télémaque, fils d'Ulysse, devant l'attelage en marche. Ulysse tire vivement sur les rênes, montrant ainsi qu'il est sain d'esprit,. On peut accorder une signification métaphorique à cet épisode : le bœuf et l'âne représentent Zeus et Chronos, chaque sillon ensemencé de sel signifie une année perdue, et Télémaque marque la « victoire décisive ».
Selon les auteurs tardifs, le devin Calchas avait prédit que Troie ne pourrait être prise sans Achille, fils de Thétis. Sa mère, pour le protéger de la guerre, le cacha, déguisé en fille, chez Lycomède, roi de Skýros. Mais il fut confondu par une ruse d'Ulysse, qui excita son instinct de guerrier et le poussa à se révéler en faisant sonner la trompette aux portes de la cité. Cependant Homère raconte simplement que Nestor et Ulysse, étant venus à Phthie pour recruter des troupes, se virent confier Achille par son père Pélée.
D'autres rois et héros, tels que les deux Ajax, Diomède et Tlépolémos les rejoignirent encore. Idoménée, roi de Crète, lui aussi ancien prétendant d'Hélène, qui avait amené un nombre considérable de navires,,, obtint le commandement des gardes. Toutes les troupes se rassemblèrent à Aulis. Cependant, elles ne pouvaient partir sans provisions ; c'est Anios qui les fournit, grâce à ses filles, les Vigneronnes. Mais Ménélas envoya Agamemnon — accompagné d'Ulysse — pour emporter avec eux les Vigneronnes ; comme Anios refusait, ils les enlevèrent de force mais elles s'enfuirent.

### Première expédition
Cette première expédition était relatée dans les Chants cypriens, première épopée du Cycle troyen, attribués à Stasinos et probablement composés au VIe siècle av. J.-C. ; cette épopée est presque entièrement perdue, mais on en connaît un résumé transmis beaucoup plus tard dans la Chrestomathie de Proclus au Ve siècle. Elle vient sans doute de légendes plus anciennes, vu que les deux seuls textes du cycle troyen qui nous sont parvenus sont l'Iliade et l'Odyssée qui datent vraisemblablement du VIIIe siècle av. J.-C.
Une autre source, la Bibliothèque d'Apollodore, appelée souvent le Pseudo-Apollodore, décrit succinctement les événements dans les chapitres 3 à 7 de son Épitomé. Il ne fait que décrire les actions principales, pas de faire un poème épique comme l'Iliade. D'autres sources en parlent sans doute, en manquant de cohérence avec les autres textes[réf. souhaitée].
Selon le pseudo-Apollodore, la flotte des Grecs ne sait pas comment aller à Troie. Elle accoste, dans la deuxième année après l'enlèvement d'Hélène, en Mysie, non loin d'Élée. Ils croient que Mysie est Troie et donc l'attaquent. Télèphe, roi de Mysie et fils d'Héraclès rassemble et arme des troupes. Sa contre-attaque est efficace mais il s'enfuit devant Achille, s'emmêle dans une branche de vigne et est blessé à la cuisse par une lance.
Ensuite la flotte grecque quitte Mysie sans qu'on sache ce qui s'est passé après la blessure de Télèphe. Elle est dispersée par une tempête et chaque vaisseau repart chez lui. Les Grecs attendent huit ans pour se regrouper, sans que le pseudo-Apollodore dise pourquoi attendre autant d'années avant de former une nouvelle expédition.
Une autre variante[Qui ?] serait que Télèphe s'alarme en voyant le débarquement d'une armée qui dépêche contre elle ses propres troupes. Après des combats acharnés, Télèphe apprend qui sont les chefs de l'armée ennemie et le combat cesse alors[Par qui ?]

### Seconde expédition

#### Mise en place du siège
Là aussi il peut y avoir des incohérences dans les sources qui nous sont parvenues. Le pseudo-Apollodore décrit également ces événements, dont le début était dans les Chants cypriens.
Dix ans après l'enlèvement d'Hélène, les Grecs se regroupent à nouveau et cette fois-ci cette expédition arrivera à Troie et la prendra dix ans après. Hélène au dernier chant de l'Iliade dira qu'elle vit depuis vingt ans à Troie. Ce qui a intrigué parfois des scholiastes notamment, cela voulant dire que le début de l'Odyssée aurait lieu trente ans après l'enlèvement d'Hélène.
Alors que l'armée grecque s'apprête, la colère d'Artémis contre Agamemnon bloque la flotte à Aulis. Le devin Calchas impose le sacrifice d'Iphigénie, fille de ce dernier ; c'est par la promesse d'un mariage avec Achille que les chefs achéens attirent alors la jeune fille à Aulis,.
Quand la flotte grecque arrive devant Troie, le premier Grec à perdre la vie est Protésilas, sous le coup d'Hector. Alors que les Grecs organisent la cérémonie funèbre en l'honneur de celui-ci, sans avertissement, Cycnos, fils de Poséidon et roi de Colones (en), mène un second assaut mettant en fuite les Grecs, et aucune arme ne peut le blesser. Achille, menant la contre-attaque, parvient à le tuer en l'étranglant avec la jugulaire de son casque ou d'un jet de pierre.
Les Grecs installent leur camp sur la plage qui s'étend devant Troie ; une ambassade achéenne pour réclamer Hélène échoue. Une fois les Troyens retranchés derrière leurs murailles, Achille s'emploie à leur couper les vivres. Il attaque et réduit ainsi onze cités d'Anatolie, tributaires de Troie. C'est dans Lyrnessos, l'une de ces villes, lors de la dixième année de siège, qu'il reçoit pour part d'honneur Briséis, tandis qu'Agamemnon reçoit Chryséis lors du sac de Thèbe sous le Placos.

#### Colère d'Achille
C'est à ce moment que commence le récit de l’Iliade. Une peste frappe le camp grec et le devin Calchas, encouragé par Achille, révèle qu'Apollon a puni Agamemnon car celui-ci avait refusé de rendre la captive Chryséis à son père Chrysès, prêtre d'Apollon dans une ville de Troade. Contraint de céder, Agamemnon furieux réclame une autre part d'honneur. Achille se récrie et Agamemnon, pour l'humilier, décide de prendre Briséis, sa captive. En colère, Achille décide de se retirer sous sa tente et jure sur le sceptre d'Agamemnon, don de Zeus, de ne pas retourner au combat. Zeus, sur sa demande, donne l'avantage aux Troyens, tant qu'il sera absent du champ de bataille.
Privés de son appui, les Grecs essuient défaites sur défaites, et alors que les Grecs sont acculés et que les Troyens menacent de brûler leurs nefs, le vieux sage Nestor, Phénix et Ulysse viennent en ambassade plaider la cause achéenne. Achille reste ferme mais Patrocle, le compagnon de ce dernier, ému par les malheurs de ses compatriotes, obtient l'autorisation d'Achille de sauver les Grecs en portant ses armes. La manœuvre réussit mais Patrocle, malgré sa promesse à Achille, engage la poursuite. Il est tué par Hector, frère de Pâris, qui prend les armes d'Achille comme butin. Furieux contre lui-même et humilié — trompé par Patrocle qui ne l'a pas eu auprès de lui pour le protéger du malheur et symboliquement vaincu par Hector —, Achille décide de se venger, malgré les avertissements de sa mère : s'il affronte Hector, il mourra peu de temps après. Héphaïstos lui forge de nouvelles armes, avec lesquelles il sort à la recherche d'Hector.

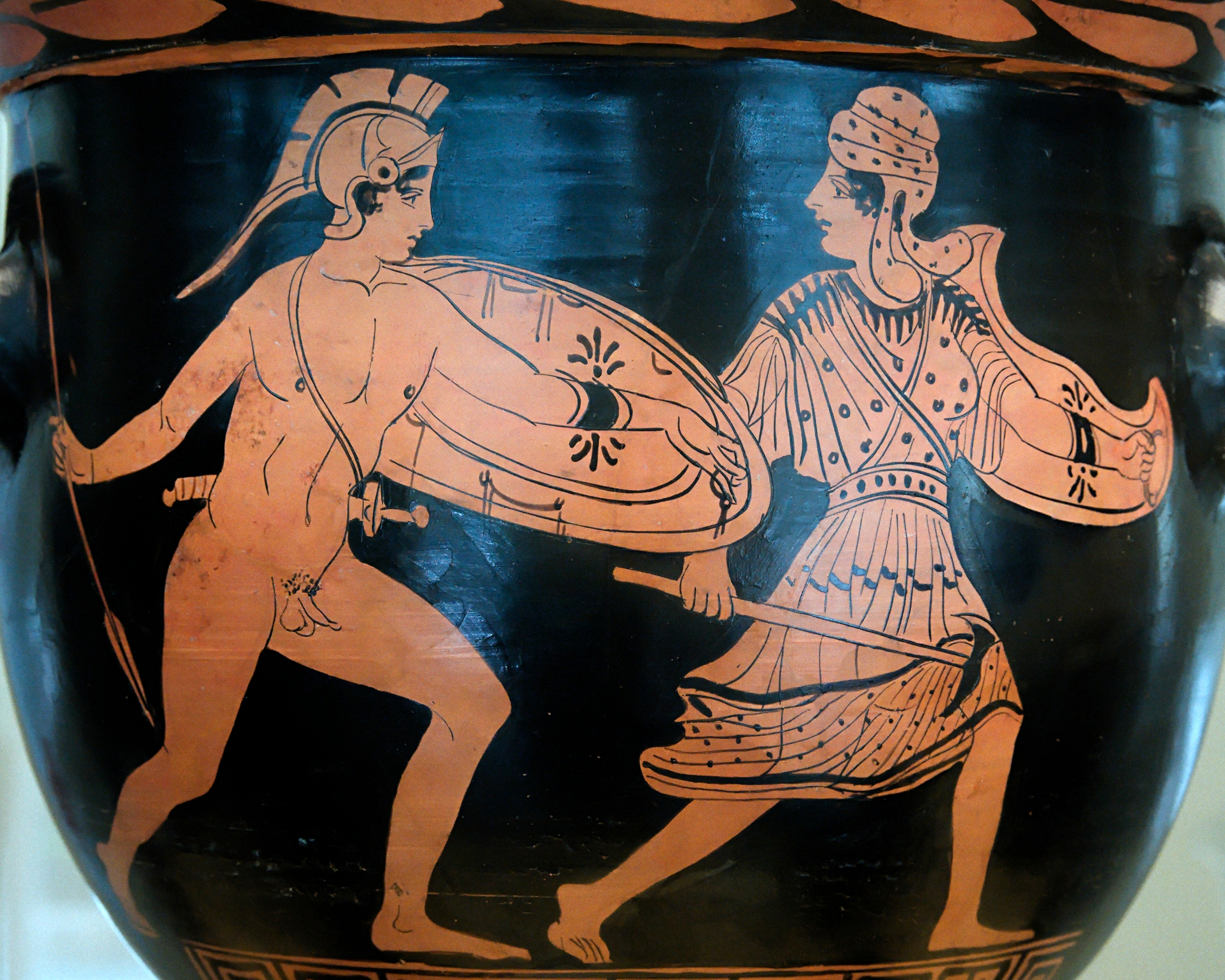
Combat d'Achille et de Penthésilée, cratère en cloche lucanien de la fin du, Musée national archéologique de Madrid.

Revêtu de son armure divine, il s'engage à nouveau dans le combat et abat un grand nombre de Troyens sur son passage, tellement que les eaux du Scamandre sont souillées de cadavres. Offensé, le Scamandre manque de noyer Achille. Sauvé par l'intervention d'Héphaïstos, celui-ci rencontre enfin Hector, le défie et le tue avec l'aide d'Athéna. Il traîne sa dépouille autour de la ville avec son char avant de la ramener dans le camp achéen.
Achille fait pourtant preuve d'humanité en laissant le roi Priam, venu dans sa tente en suppliant, emporter le corps de son fils pour lui accorder des dignes funérailles. Il obéit ainsi à sa mère, envoyée par les dieux mécontents du traitement infligé à la dépouille du héros. C'est ici que se finit l'Iliade et que se finissait à notre connaissance l'Éthiopide texte sans doute le plus ancien mais perdu; connue par les informations que nous a laissé Proclos.

Certains textes dont l'Éthiopide racontent ensuite l'arrivée de Penthésilée, reine des Amazones, et de Memnon, qui est selon certains roi d'Éthiopie,. Penthésilée est défaite par Achille. Mais il tombe amoureux du cadavre ; et Thersite s'étant moqué de lui, il tue ce dernier,. Antiloque, pour sauver son père, s'affronta à Memnon qui le tua. Achille le vengea en tuant Memnon,.

#### Cheval de Troie

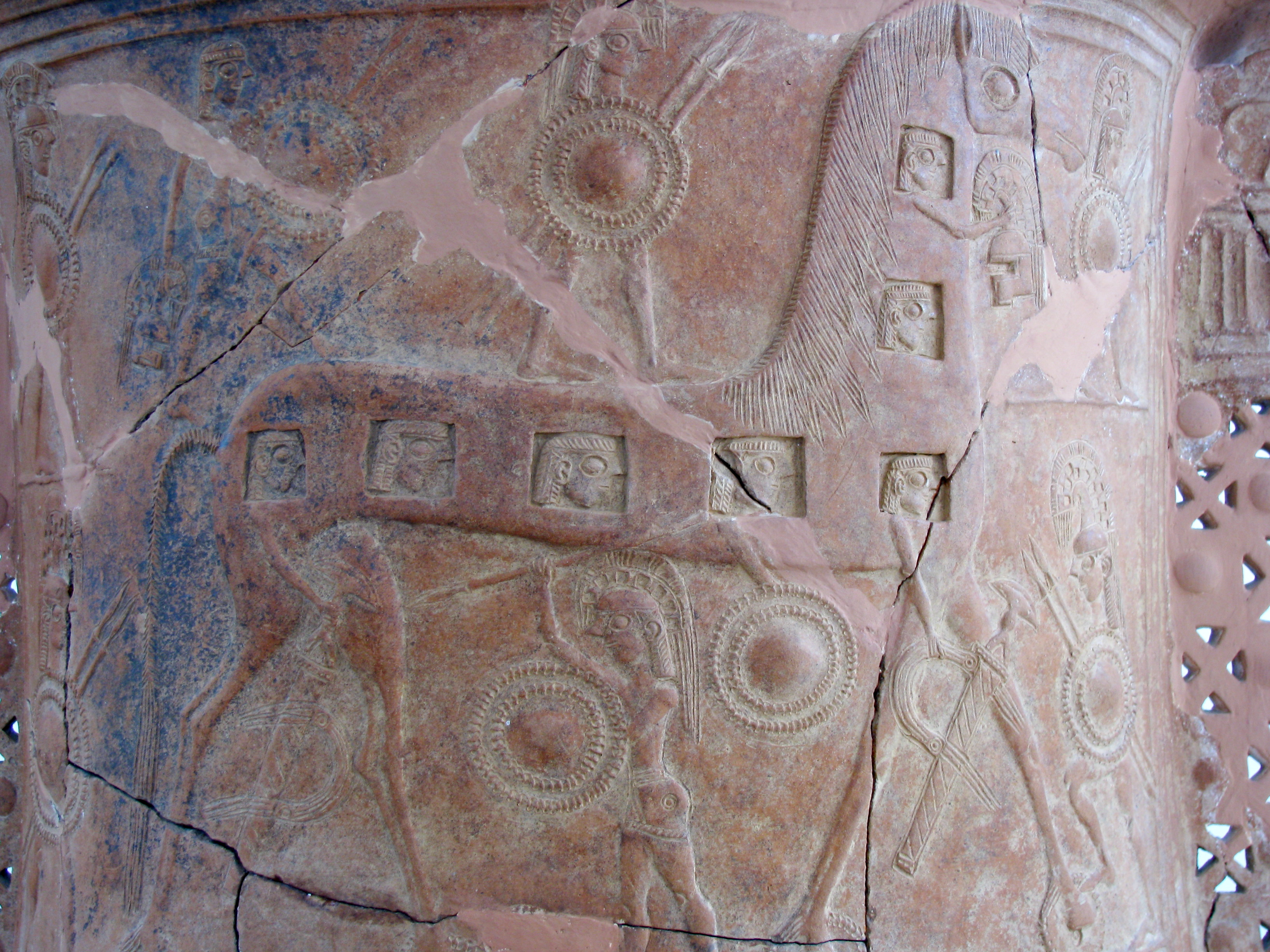
Représentation du cheval de Troie sur le col d'un pithos à reliefs (le vase de Mykonos), vers 670 av. n. ère, musée de Mykonos.

C'est à ce moment-là que selon Proclos le texte perdu Le Sac de Troie commençait. L’Odyssée et l’Énéide en parlent.
Sur une idée d'Épéios ou d'Ulysse — à moins que ce ne soit sous l'inspiration d'Athéna —, les Grecs construisent un énorme cheval en bois, dans lequel ils cachent des guerriers, au nombre desquels se trouvent notamment Ulysse, Ménélas et Néoptolème,. Puis les Achéens brûlent leur camp, embarquent sur leurs navires et dissimulent leur flotte plus loin, dans la baie de Besik, derrière l'île de Ténédos
En présence du cheval les Troyens sont d'abord désemparés, les avis divergeant sur le sort qu'on doit lui réserver. Avertis qu'il s'agit d'un présent pour la déesse Athéna,,, les uns veulent le faire entrer dans la ville, les autres, menés d'abord par Thymétès, prônent la méfiance. Survient alors Laocoon qui exhorte ses compatriotes à se débarrasser du cheval, prononçant la formule célèbre :
« Quidquid id est, timeo Danaos et dona ferentes »
— Virgile, Énéide

« Quoi qu'il en soit, je redoute les Grecs, même porteurs de présents »
— Énéide
Et, joignant le geste à la parole, il jette un javelot dans le flanc du cheval ; on entend alors des gémissements, qui sont sans aucun doute ceux des Grecs.
Un Grec, Sinon, resté sur la côte apparaît alors et faisant croire qu'il a été condamné par les Grecs et qu'il est donc prêt à les trahir, tient le discours suivant :

« Calchas a voulu qu'ils fissent [du cheval] une énorme masse et que cette charpente s'élevât jusqu'au ciel, et qu'ainsi elle ne pût entrer par vos portes ni être introduite dans vos murs ni replacer le peuple de Troie sous la protection de son ancien culte. Si vos mains profanaient cette offrande à Minerve, […] alors ce serait une immense ruine pour l'empire de Priam et pour les Phrygiens. Mais si, de vos propres mains, vous la faisiez monter dans votre ville, l'offensive d'une grande guerre conduirait l'Asie jusque sous les murs de Pélops,. »

— Virgile, Énéide

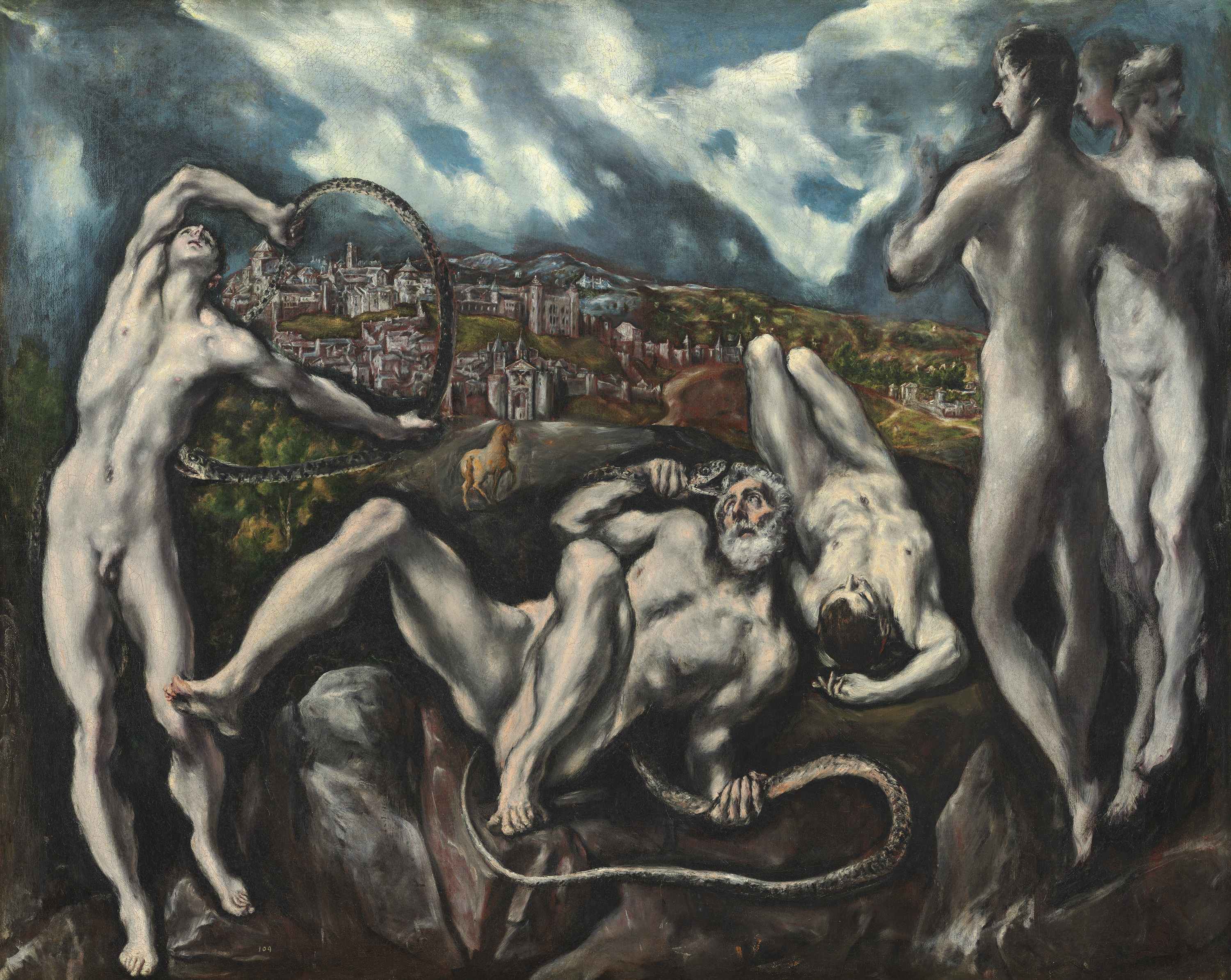
Laocoon, par El Greco (1604–1614).

Comme pour confirmer ses dires, deux serpents surgissent de la mer et se jettent sur Laocoon et sur ses enfants, puis ils se réfugient dans le temple d'Athéna. Le message semble clair aux Troyens : Athéna leur est farouche, il faut donc l'apaiser. Ils n'ont pas pensé que peut-être c'était en raison d'offenses personnelles que Laocoon a pu faire à la déesse qu'il était puni. Ils décident alors d'ouvrir une brèche dans les murs de la cité pour faire entrer l'offrande. À plusieurs reprises, lorsqu'ils déplacent l'engin, ils perçoivent des bruits à l'intérieur, qui sont ceux des armes grecques qui s'entrechoquent. Si on ajoute à ce signe les prédictions que Cassandre avait déjà faites auparavant, et le bruit du javelot de Laocoon, on voit que c'est malgré des indices nombreux que les Troyens ont accepté l'offrande. Notons que selon certains, Priam aurait agi de sa propre initiative, et sans l'intervention de Sinon.
Une fois la nuit venue, un complice des Grecs fait des signaux lumineux depuis la cité pour les engager à attaquer. Pour les uns, c'est Hélène qui feint de mener une procession nocturne, accompagnée de flambeaux ; pour les autres, c'est Sinon qui allume un feu. D'autres encore racontent qu'Hélène s'étant placée sous un cheval et imitant la voix des femmes des guerriers, les appelle. Ceux-ci sont tentés de répondre à cette voix familière, mais Ulysse réfrène leurs désirs,.

#### Équipements
Il existe deux types de combats, rapproché et à distance. En combat rapproché, il y avait des haches doubles, des glaives et des dagues utilisées lors du corps à corps. Les lances sont en bronze et peuvent aussi bien être employées en combat rapproché qu’à distance. Les javelots sont très utilisés lors du combat à distance, ils comportent un propulseur qui est un lacet de cuir s’enroulant autour de la tige, ce qui renforce la puissance du jet. Les archers portent un carquois avec des flèches de fer sur le dos et utilisent un arc à double courbure. L’épée de bronze est droite et à double tranchant.
Concernant les protections, les soldats portent des jambières (cnémide), des boucliers ronds, des cuirasses, des plastrons ainsi que des casques. Les chefs sont privilégiés et portent des armures constituées de plaques de bronze qui pèsent l’équivalent de 20 kg. La cuirasse peut être ornée de traits qui soulignent les muscles. Portée sur une tunique courte, la cuirasse est formée de 2 plaques de métal réunies avec des crochets. Elle s’arrête sous la ceinture. Des bandes de cuirs prolongent la cuirasse. Le bouclier est toujours décoré de motifs divers. Les jambières sont en étain.
Les matériaux utilisés pour les armes sont principalement le bronze, l’argent, le fer, l’or et le cuivre. Les mines de fer se trouvent en Chypre, à Rhodes et en Eubée. Les mines d’argent sont au Sud d’Athènes. Et sur le Mont Pangée on trouve de l’or. Les mines de cuivre sont en Eubée.

## Interprétation mythologique
Pour l'auteur comique latin Plaute, Troie est tombée en raison :
- du vol par les Grecs de la statue sacrée Palladion abritée dans un temple dans la ville ;
- la mort du prince troyen Troïlos, fils d'Apollon (ou de Priam selon les versions) et d'Hécube ;
- la démolition de la muraille au-dessus des Portes Scées que les Troyens ont eux-mêmes conduite pour faire entrer le cheval de Troie dans la ville.

Selon le devin grec Calchas, Troie ne peut être prise sans le concours de l'arc et les flèches d'Héraclès, c'est pourquoi les Grecs, après l'avoir lâchement laissé blessé à Lemnos, sollicitent le soutien de Philoctète qui en est le dépositaire.
Selon le Troyen Hélénos, qui selon Calchas connaît les oracles qui protègent la cité, et après avoir été capturé par Ulysse et contraint de les révéler aux Grecs, trois causes sont donc nécessaires à la prise de la ville :
- les os de Pélops doivent être ramenés dans le camp des Grecs ;
- Néoptolème, le fils d'Achille, doit prendre part à la guerre ;
- la Palladion se doit d'être dérobé.

## Dans les arts et la culture

### Littérature

#### Bande dessinée
En bande dessinée, l'auteur américain Eric Shanower a entrepris d'écrire et de dessiner une série, L'Âge de bronze, qui doit relater en dix volumes la totalité de la guerre de Troie dans une version rationalisée des événements où les éléments surnaturels sont écartés au profit d'une réflexion sur la psychologie des personnages humains.
On pourra également citer Valérie Mangin qui dans La Guerre des Dieux, troisième cycle des Chroniques de l'Antiquité galactique, relate les évènements de l’Iliade dans un premier tome, et ceux de l’Odyssée dans un deuxième. Valérie Mangin se rapproche plus de la version d'Homère, car elle présente la Guerre de Troie comme dirigée uniquement par les Dieux, les hommes n'étant que des marionnettes, objets des querelles divines.
Dans un registre tout autre, la bande-dessinée Alcibiade Didascaux, dans le tome L'extraordinaire aventure d'Alcibiade Didascaux, illustre de nombreux mythes grecs fondamentaux, dont ceux relatifs à la Guerre de Troie, apportant une vision légèrement humoristique des faits.

#### Épopées
L’Iliade et l’Odyssée sont les plus anciens récits qui nous soient parvenus au sujet de la guerre de Troie — le récit de Darès de Phrygie était censé être plus ancien, mais la version qui nous est parvenue est sans aucun doute beaucoup plus récente. Néanmoins, à l'époque archaïque, ce sujet était l'un des préférés des aèdes et des poètes. Les œuvres épiques qui y étaient consacrées étaient donc nombreuses. L'ensemble de ces œuvres est nommé le « Cycle troyen ».

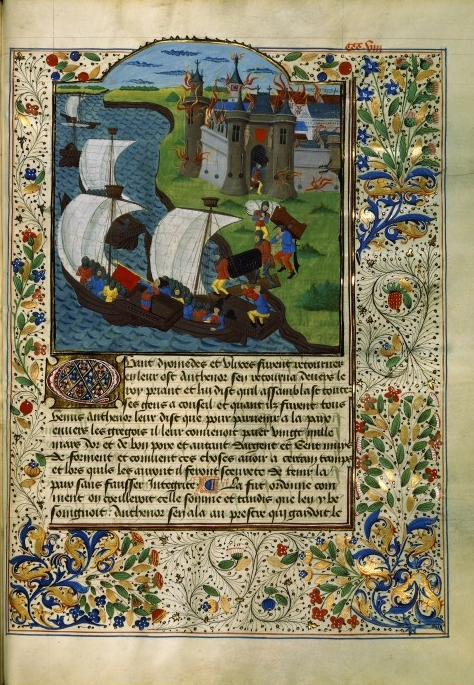
Illustration d'un manuscrit médiéval, Recueil des Histoires de Troie - Bibliothèque de Blois.

Pendant la période classique et surtout alexandrine, le sujet resta à la mode. De nombreux mythographes comme Proclos dans sa Chrestomathie, le pseudo-Apollodore dans sa Bibliothèque, ou Hygin dans ses Fables rédigèrent des résumés ou des analyses des événements décrits dans l’Iliade. À l'époque tardive fleurirent aussi des suites et des contre-récits. Ces derniers avaient pour but de présenter les événements sous un angle différent de celui adopté par Homère. En fait, nombre des détails ou des traditions associés pour nous à tel ou tel héros ne sont pas présentes dans l'œuvre homérique, mais proviennent de versions alternatives.
Virgile conta également dans son Énéide le récit d'un des héros troyens, Énée, fils d'Aphrodite, qui suivit sans le savoir les traces d'Ulysse, pour aller fonder une nouvelle Troie, Rome. C'est notamment par cette épopée qu'on connaît en détail l'épisode de la prise de Troie.
Au Moyen Âge, des auteurs s'efforcèrent de mettre à la portée du public cultivé le contenu des œuvres grecques.
- L'Iliade latine, attribuée à un certain Bæbius Italicus, Ier siècle ;
- Éphéméride de la guerre de Troie, attribuée à Dictys de Crète, Ier siècle ;
- La Suite d'Homère, Quintus de Smyrne, IVe siècle ;
- La Prise de Troie, Tryphiodore, IVe siècle ;
- Histoire de la destruction de Troie, Darès le Phrygien, Ve siècle ou début VIe siècle ;
- L'Excidium Troie, compendium du VIe siècle ;
- Le Roman de Troie, Benoît de Sainte-Maure, v. 1165 ;
- L'Ilias, Simon Chèvre d'Or, troisième quart du XIIe siècle ;
- L'Iliade, Joseph d'Exeter, v. 1183–1190 ;
- Troilus, Albert de Stade, XIIIe siècle.

### Théâtre
Dans l'Antiquité, la guerre de Troie a inspiré aux tragédiens de nombreuses pièces. Ainsi Sophocle aurait écrit entre autres Le Rapt d’Hélène, Laocoon, Polyxène et Priam, mais ces pièces sont perdues. Deux tragédies conservées de Sophocle empruntent leur sujet à la guerre de Troie : Ajax (qui évoque la querelle entre Ulysse et Ajax fils de Télamon pour la possession des armes d'Achille après sa mort, puis le suicide d'Ajax) et Philoctète (relatant le conflit entre Philoctète, héros de l'armée achéenne abandonné sur une île après avoir été atteint d'une blessure à l'odeur nauséabonde, et Ulysse et Néoptolème qui tentent de s'approprier son arc, car un oracle a annoncé que les Achéens ne pourront pas prendre Troie sans cette arme). D'Euripide, on a la chance d'avoir conservé, à propos de la guerre de Troie, plusieurs œuvres. Iphigénie à Aulis raconte le sacrifice d'Iphigénie. Hélène s'écarte de la version homérique en racontant comment Hélène s'est exilée en Égypte durant la guerre. Les Troyennes montre le devenir des femmes troyennes après la prise de leur cité, troisième volet d'une trilogie dont les deux autres ont été perdus. On peut voir dans sa forme linéaire, sans intrigue, un glissement du tragique théâtral à la réalité de la guerre.
L'influence de l’Iliade perdure pendant la Renaissance. En 1579, Robert Garnier compose la tragédie La Troade, qui évoque le sort des Troyennes après la prise de la ville, en rassemblant les sujets de plusieurs pièces d'Euripide et de Sénèque.
À l'époque classique, le thème est repris par Jean Racine, dans ses tragédies profanes Andromaque (1667) puis Iphigénie (1674). Les contraintes qu'il s'impose sont les mêmes que celles des tragiques grecs, mais les thèmes mythologiques sont surtout pour lui l'occasion d'évoquer les passions des héros.
À partir du XIXe siècle, le thème de la guerre de Troie, thème de violence, devient une voie pour évoquer des sentiments profonds ou des sujets polémiques. Ainsi, dans sa Penthésilée, Heinrich von Kleist donne un récit du rôle de la reine des Amazones dans la guerre de Troie. C'est pour lui l'occasion d'évoquer les sentiments violents qui s'opposent chez la protagoniste à un ordre social contraignant et qui ne reconnaît pas l'amour. De même, dans sa célèbre pièce La guerre de Troie n'aura pas lieu, Jean Giraudoux raconte la guerre mais surtout évoque le cynisme du monde politique et défend le pacifisme.

### Céramique
La guerre de Troie était un sujet classique de la Céramique grecque antique. Par exemple, le potier Exékias a effectué des représentations du récit. Certaines scènes du vase François montrent aussi des illustrations pertinentes.

### Iconographie

#### Peinture
Le sujet inspire au grec Polygnote du Ve siècle av. J.-C. des peintures disposées dans la Lesché des Cnidiens, un bâtiment à Delphes. Celles-ci sont disparues, mais le géographe Pausanias nous livre une description des différents tableaux nous permettant aujourd'hui d'en avoir une assez bonne vue d'ensemble. Carl Robert proposa une reconstruction en 1893,.
Le peintre italien rococo Giambattista Tiepolo, parmi les fresques de la mythologie romaine qu'il a peintes en 1757 à la villa Valmarana, en a consacré plusieurs à des épisodes célèbres de l'Iliade et de l'Énéide. Son fils Giovanni Domenico Tiepolo reprendra ce thème vers 1760 avec deux tableaux consacrés au cheval de Troie, aujourd'hui exposés à la National Gallery.
Par ailleurs la guerre de Troie a bien sûr été abordée par le courant néoclassique dans la seconde moitié du XVIIIe siècle. Par exemple, Les Funérailles de Patrocle sont en 1779 pour Jacques-Louis David l'occasion de rendre hommage aux bas-reliefs antiques et aux maîtres de la Renaissance. De même, Giuseppe Cades, s'inspirant du groupe du Laocoon, fait ressortir la grandeur tragique d'Achille dans son dessin Achille et Briséis.

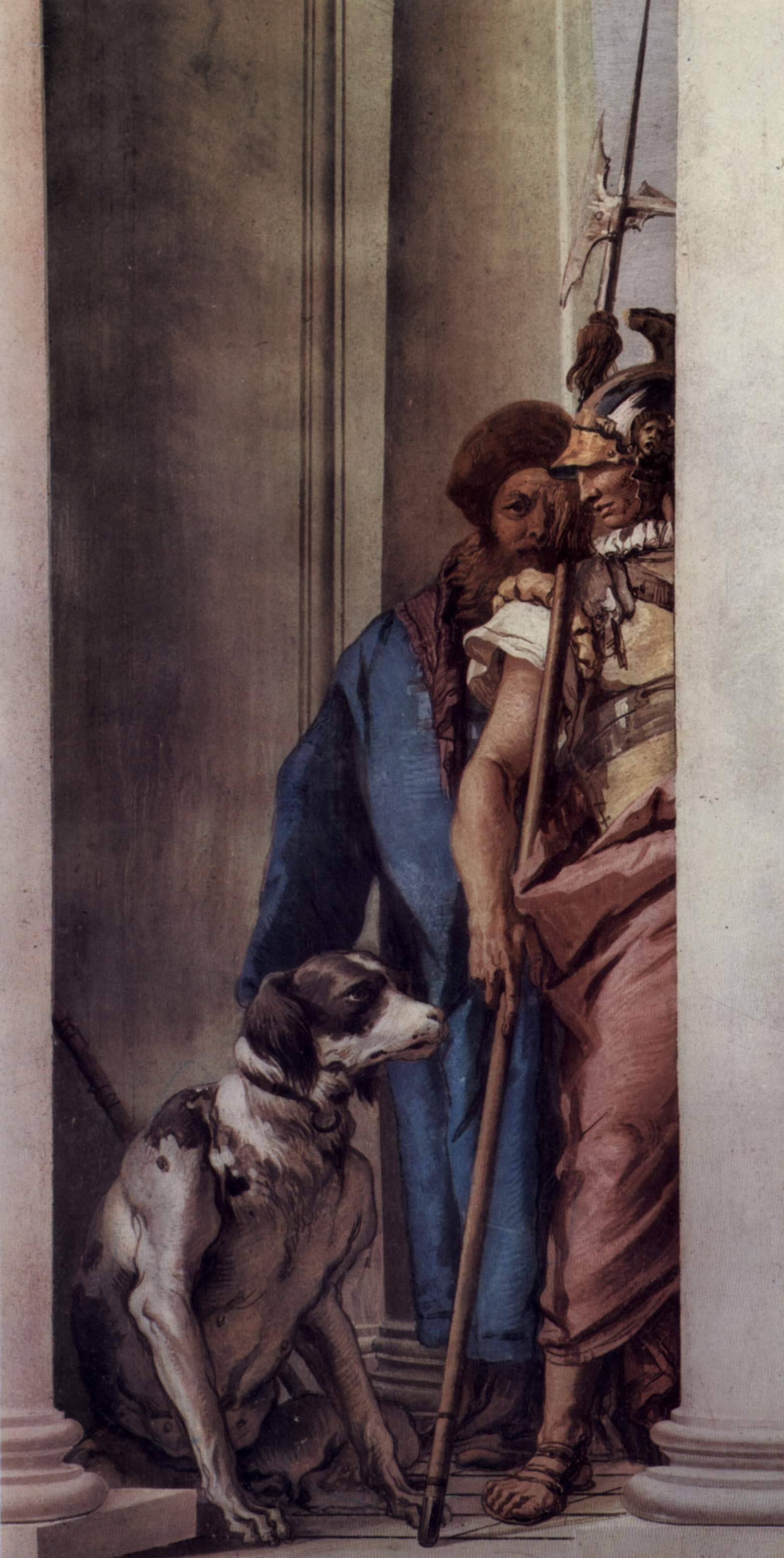
G. B. Tiepolo, La Flotte grecque à Aulis, détail, villa Valmarana.
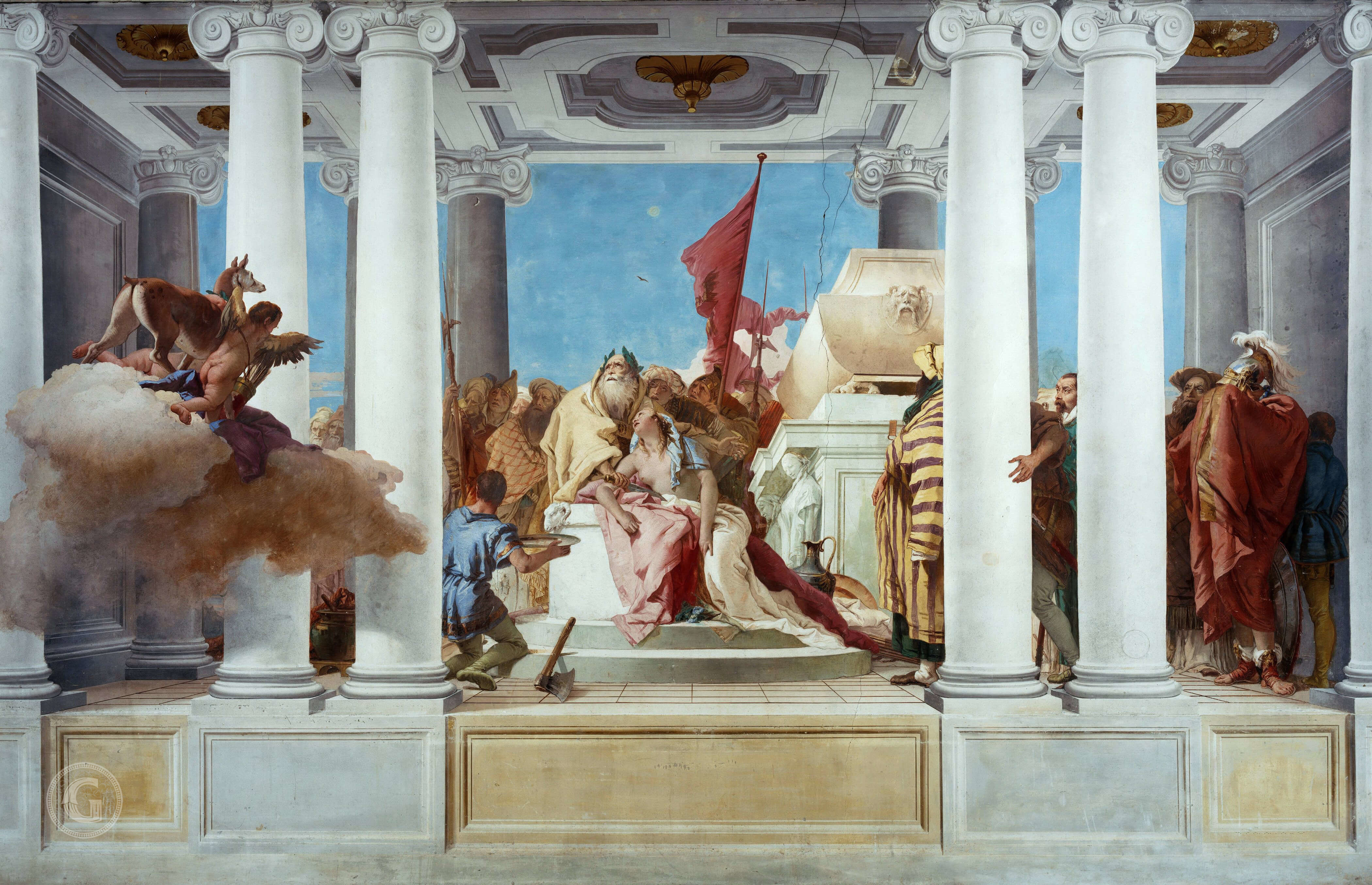
G. B. Tiepolo, Le Sacrifice d'Iphigénie, villa Valmarana.
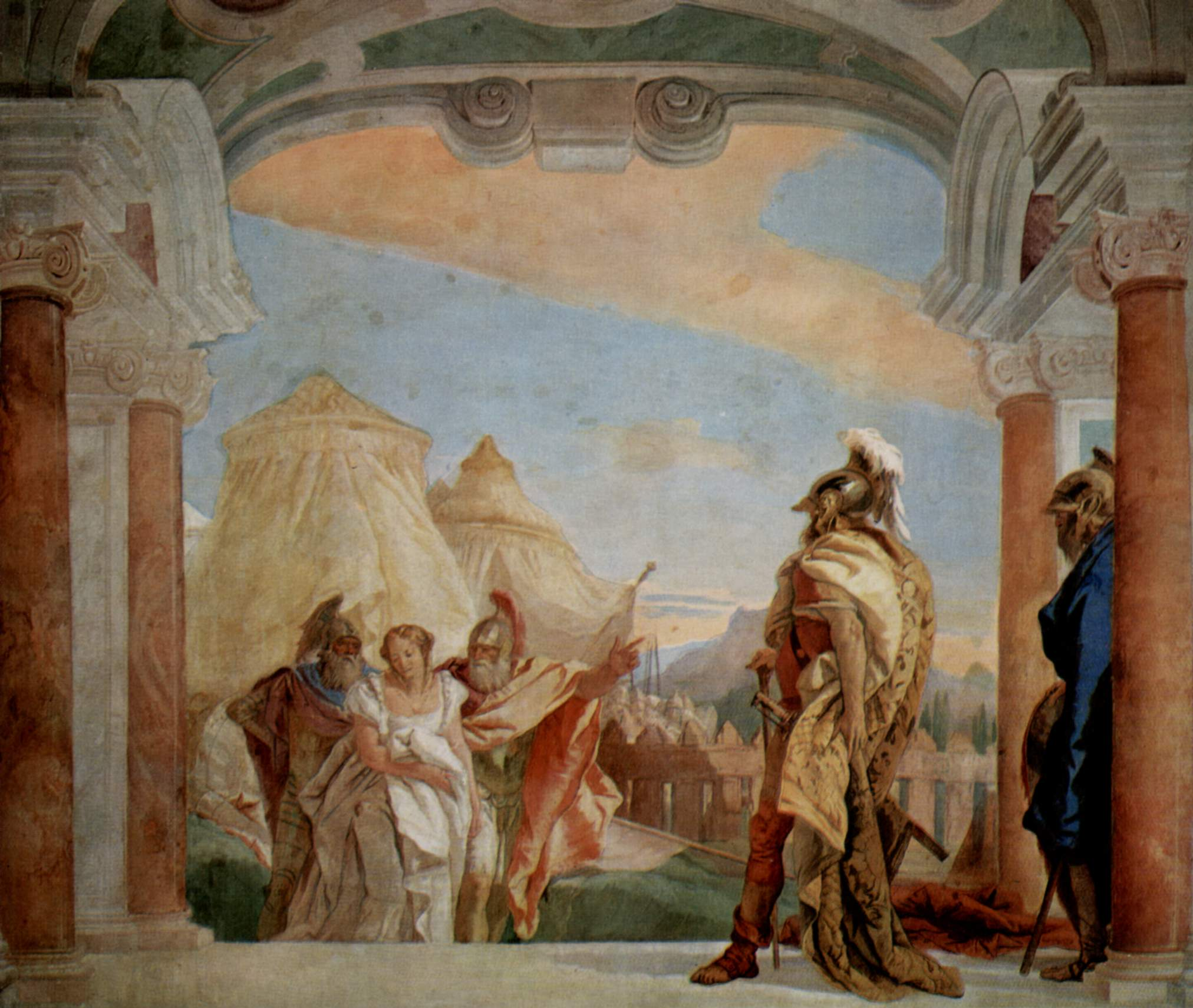
G. B. Tiepolo, Eurybatès et Talthybios mènent Briséis à Agamemnon, villa Valmarana.
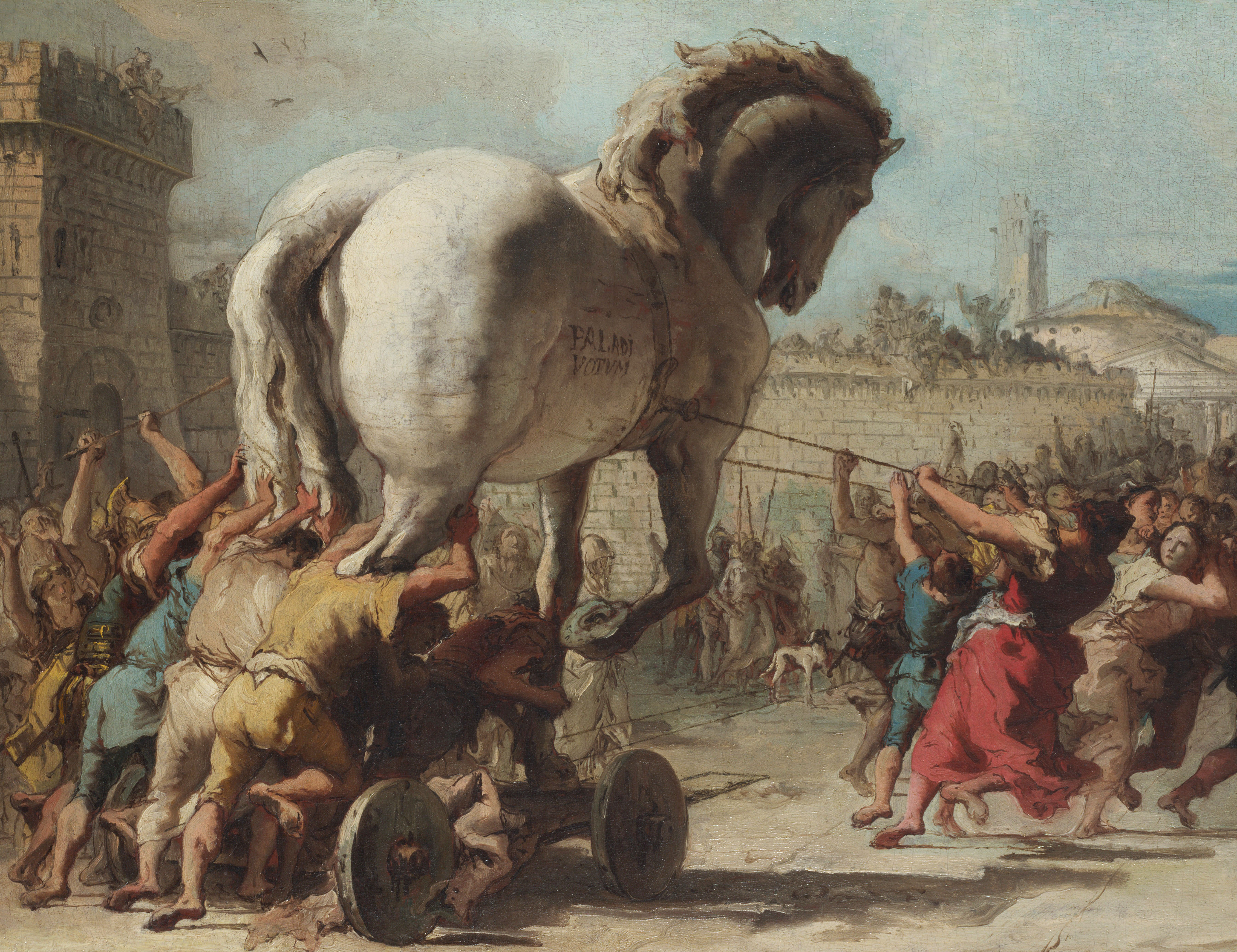
G. D. Tiepolo, Procession du cheval de Troie, National Gallery.

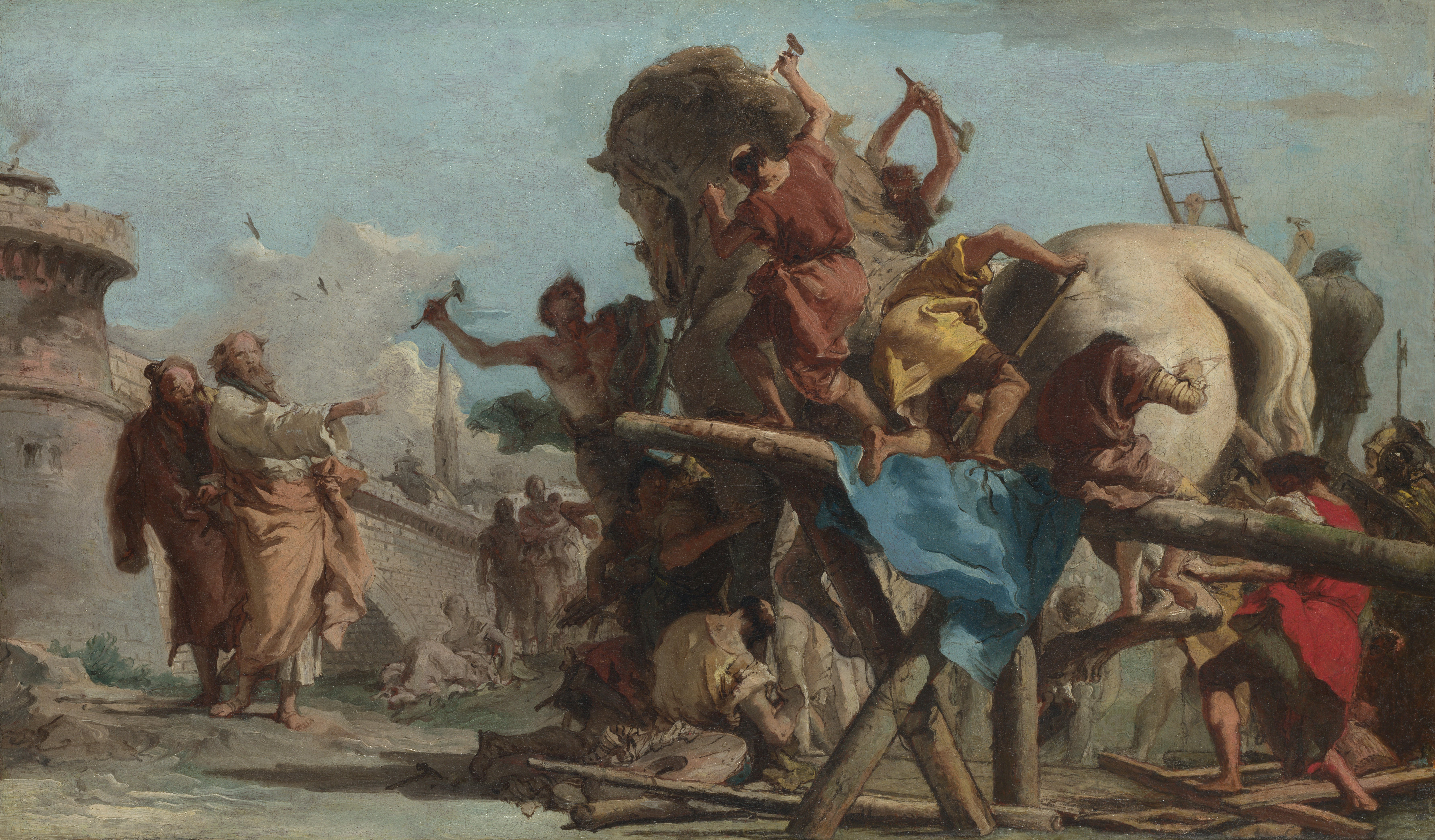
G. D. Tiepolo, Construction du cheval de Troie, National Gallery.
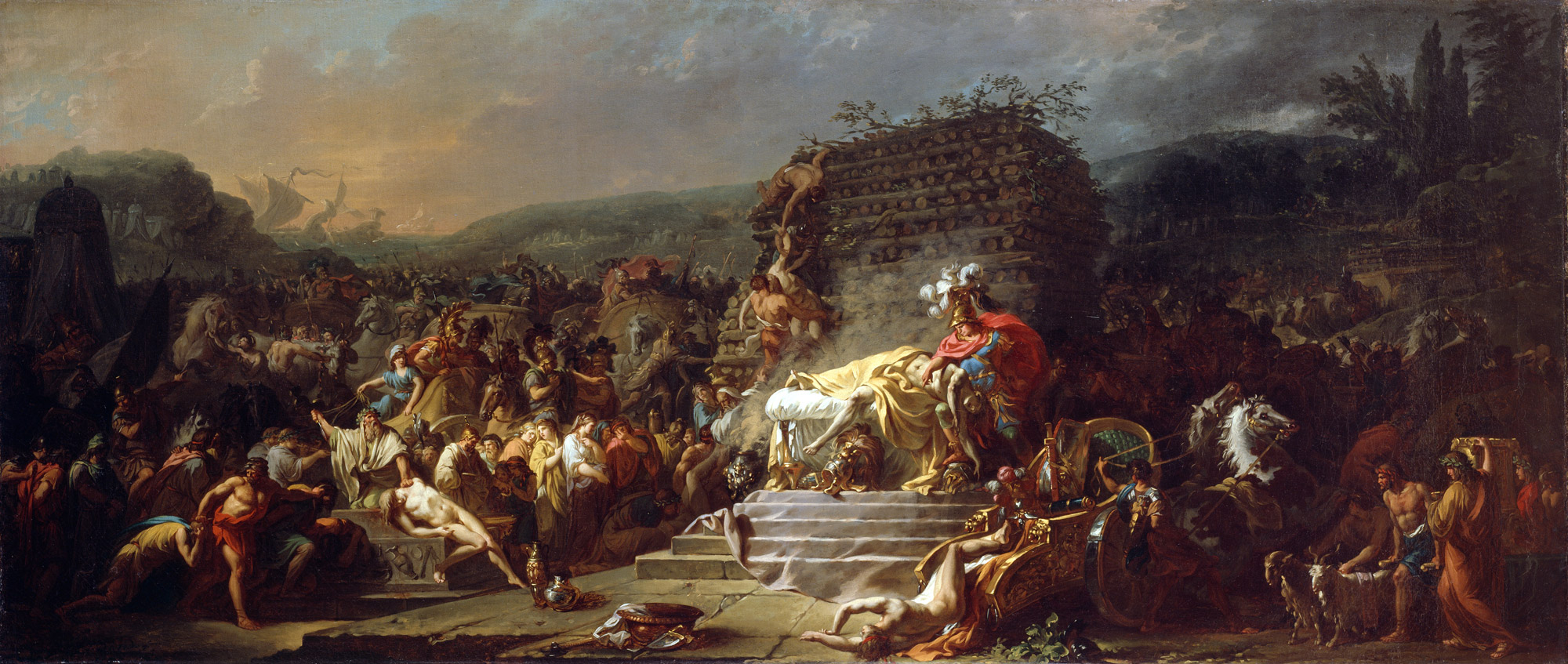
J.-L. David, Les Funérailles de Patrocle, National Gallery of Ireland.
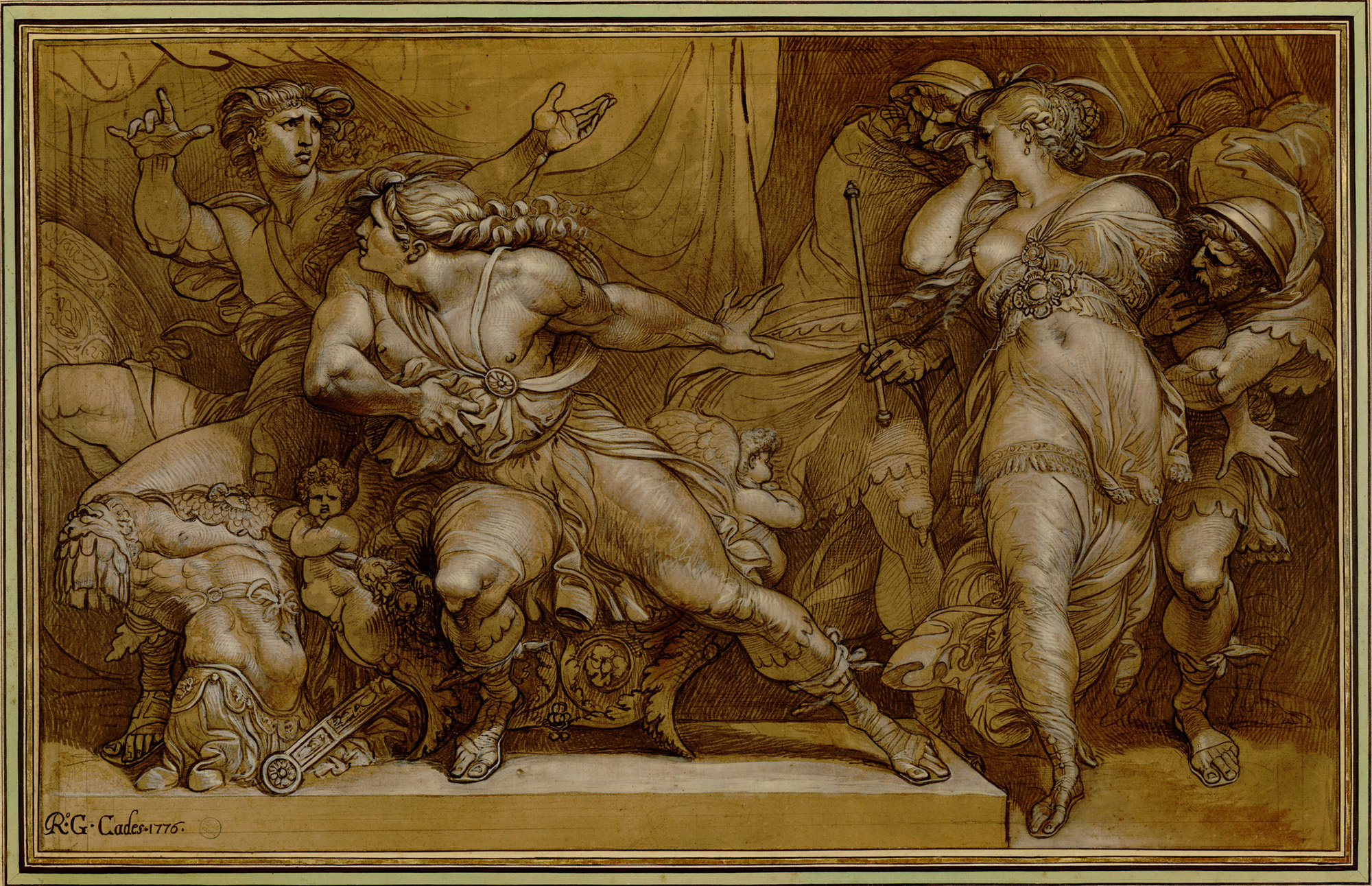
G. Cades, Achille et Briséis, dessin, Musée Fabre, Montpellier.

### Sculpture

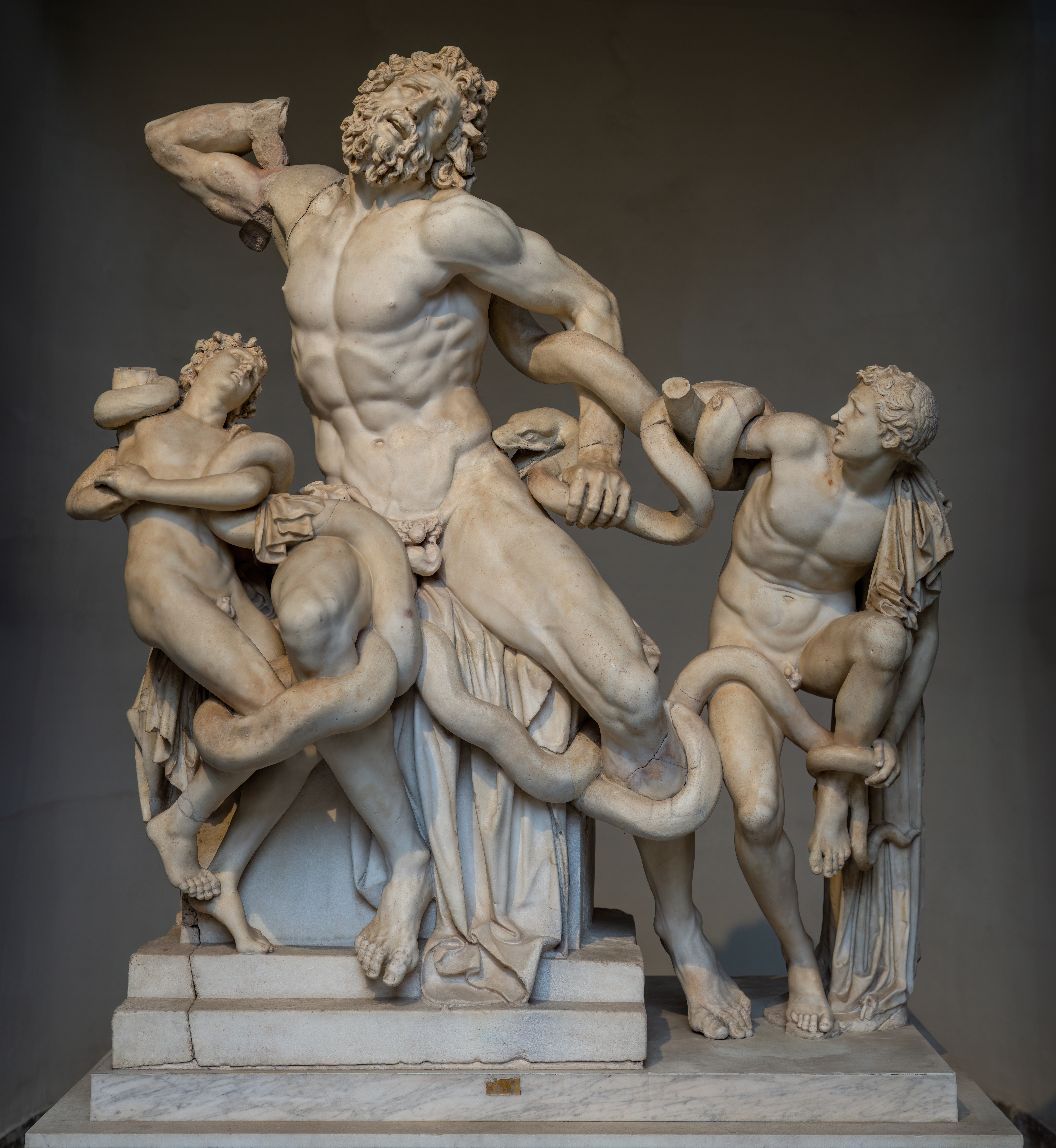
Groupe du Laocoon, vers 40 av. J.-C., musée Pio-Clementino, Vatican.

Le célèbre groupe du Laocoon représente l'attaque du prêtre et de ses enfants par les serpents. Elle est célèbre pour son expressivité et sa beauté, au point que Pline l'Ancien écrit : « il faut préférer [cette sculpture] à toute la peinture et toute la sculpture ».

### Musique
La Belle Hélène, opéra-bouffe d'Offenbach de 1864, a pour thème la rencontre d'Hélène et de Pâris.
Les Troyens, opéra d'Hector Berlioz, met notamment en scène l'épisode du Cheval de Troie.
En mars 1954, la comédie musicale américaine The Golden Apple s'inspire librement de l'intrigue des épopées d'Homère, transposées dans une semi-parodie qui se déroule dans l'État de Washington au début du XXe siècle. Le première album de EPIC : The Musical, par Jorge Rivera-Herrans, intitulé The Troy Saga, prend place pendant les derniers jours de la Guerre de Troie et le sac de la ville.

### Filmographie

#### Cinéma
Le point le plus notable dans les adaptations cinématographiques de la Guerre de Troie est que parmi toutes les versions, une seule adopte le point de vue du texte homérique : L'ira di Achille. Hormis le film Troie de Wolfgang Petersen (seul à donner un rôle notable à Briséis), les autres films délaissent souvent le personnage d'Achille alors que l'épopée homérique est centrée sur les actes et les paroles du fils de Pélée, cause des fluctuations de la guerre. Beaucoup de films se focalisent sur Hélène ou sur les Troyens, censés montrer plus d'humanité que le cruel Achille. L'un d'eux donne le rôle principal à Énée.
C'est en fait le personnage d'Hélène qui a retenu le plus l'attention des metteurs en scène, renforçant ce constat d'inversion des valeurs par rapport à l’Iliade où les femmes ne sont que de simples objets d'échange (une femme habile à mille travaux vaut quatre bœufs). Hélène est devenue l'héroïne préférée des cinéastes, que ce soit en raison de son enlèvement comme cause de la guerre, de ses démêlés amoureux avec Pâris, de son intégration à Troie ou encore de son retour en Grèce.
Le personnage d'Hélène a alimenté aussi l'imagination des réalisateurs de films pornographiques.
Parmi les nombreux films évoquant la guerre de Troie, on peut notamment citer :
- Hélène de Troie de Manfred Noa en 1924 ;
- Hélène de Troie de Robert Wise en 1956;
- La Guerre de Troie de Giorgio Ferroni en 1961 ;
- Troie de Wolfgang Petersen en 2004.

#### Série
En 2012, l'épisode 11 L'Ornithorynque de Troie (Troy Story) de Phinéas et Ferb aborde avec humour cette guerre.
En 2018, Troie : La Chute d'une cité de David Farr aborde le siège de la cité antique.
En 2025, la sérié télévisée Eyes of Wakanda présente la guerre comme ayant été influencée par le Wakanda.

#### Documentaire
En 2016, la saison 2 de Les Grands Mythes explore la Guerre de Troie.

## Historicité

### Historiographie antique
Thucydide pensait que l’importance qu’Homère avait accordé au conflit était exagérée ; il écrit :

« la guerre de Troie elle-même, la plus célèbre des expéditions d'autrefois, apparaît en réalité inférieure à ce qu'on en a dit et à la renommée qui lui a été faite par les poètes »

— Thucydide, Guerre du Péloponnèse
Dans le même état d'esprit, Hérodote dénonce l'invraisemblance du récit homérique :

« Si cette princesse eût été à Troie, on l'aurait sûrement rendue aux Grecs, soit qu'Alexandre y eût consenti ; soit qu'il s'y fût opposé. Priam et les princes de la famille royale n'étaient pas assez dépourvus de sens pour s'exposer à périr, eux, leurs enfants et leur ville, afin de conserver à Alexandre la possession d'Hélène. Supposons même qu'ils eussent été dans ces sentiments au commencement de la guerre, du moins, lorsqu'ils virent qu'il périssait tant de Troyens toutes les fois qu'on en venait aux mains avec les Grecs, et qu'en différents combats il en avait déjà coûté la vie à deux ou trois des enfants de Priam, ou même à un plus grand nombre, s'il faut en croire les poètes épiques ; quand Priam aurait été lui-même épris d'Hélène, je pense qu'il n'aurait pas balancé à la rendre aux Grecs, pour se délivrer de tant de maux. »

— Hérodote, Histoires
Pausanias, pour sa part, sans donner son avis sur la guerre tout entière, donne une version plus rationnelle de l'épisode du cheval de Troie, considérant ce dernier comme une machine utilisée pour enfoncer les murs de la cité :

« À moins de croire les Phrygiens absolument dépourvus de bon sens, on sera convaincu que ce cheval était une machine de guerre inventée par Épéos pour renverser les murs de Troie. »

— Pausanias, Description de la Grèce
Ainsi, bien que pour la plupart les Grecs la guerre de Troie a bien eu lieu, un certain recul par rapport aux récits qui en ont été faits est nécessaire.

#### Datation
Étant donné l'incertitude qui règne autour de la réalité de cet épisode, il est évident que toute datation est hasardeuse. De nombreuses dates ont été proposées depuis l'Antiquité, toutes situées aux alentours du XIIe siècle av. J.-C.
La tradition historiographique grecque propose les dates suivantes.
| Période   | Œuvre                                   |
| --------- | --------------------------------------- |
| 1344      | Douris de Samos                         |
| 1344      | Timée de Tauroménion                    |
| 1300–1290 | Érétès                                  |
| 1280–1270 | Vie d'Homère                            |
| 1280–1270 | Hérodote                                |
| 1222–1212 | Dicéarque                               |
| 1218–1208 | Hellanicos                              |
| 1218–1208 | Éphore de Cumes                         |
| 1218–1208 | Chronique de Paros                      |
| 1210–1200 | Hécatée[Qui ?][Où ?] et Thucydide[Où ?] |
| 1208–1198 | Manéthon[Où ?], Julien l'Africain[Où ?] |
| 1202–1192 | Timée de Tauroménion                    |
| 1200–1190 | Velleius Paterculus                     |
| 1194–1184 | Ératosthène                             |
| 1194–1184 | Apollodore d'Athènes                    |
| 1194–1184 | Diodore de Sicile                       |
| 1194–1184 | Castor de Rhodes                        |
| 1194–1184 | Denys d'Halicarnasse                    |
| 1194–1184 | Eusèbe de Césarée                       |
| 1194–1184 | Orose                                   |
| 1192–1182 | Girolamos                               |
| 1182–1172 | Sosibios de Laconie                     |
| 1160–1150 | Artémon de Clazomènes                   |
| 1160–1150 | Démocrite                               |

L'intervalle le plus consensuel parmi ces auteurs est situé entre 1194 et 1184 av. J.-C. D'après les calculs d'Ératosthène, la prise de Troie par les Achéens aurait eu lieu dans la nuit du 11 au 12 juin 1184 av. J.-C. lors d'une éclipse solaire[pas clair].

### Historiographie contemporaine

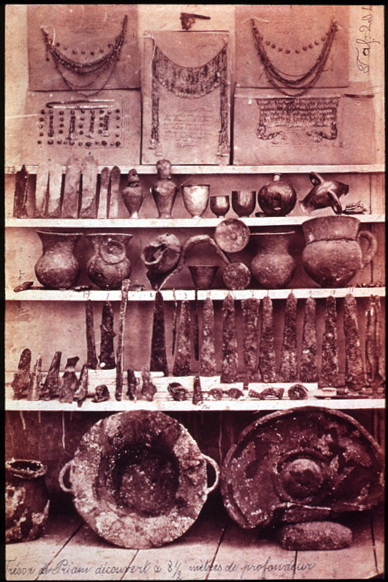
« Trésor de Priam découvert à 8 1/2 mètres de profondeur ». Troie II, avant 1880.

La découverte en 1870 par l’archéologue amateur et homme d’affaires Heinrich Schliemann des ruines de la butte d’Hissarlik, en Turquie, identifiées comme étant celles de Troie, a relancé un vieux débat sur l’historicité des événements relatés par Homère. À l’heure actuelle, l’archéologie révèle sur ce site neuf niveaux de destructions pour des causes multiples (séismes, incendies, conflits) et de reconstructions, sans qu’il soit possible de relier l’un de ces niveaux en particulier à une guerre historiquement identifiable, et ce malgré Carl Blegen qui concluait en 1963, à l’issue de ses travaux réalisés à partir des fouilles de Schliemann et la découverte du « trésor de Priam » :

« La guerre de Troie fut un fait historique, et pendant cette guerre une coalition d'Achéens ou Mycéniens, sous la conduite d'un roi dont la suzeraineté était reconnue, combattit contre le peuple de Troie et ses alliés. »

 Le trésor de Priam, lui, date du IIe millénaire av. J.-C., et ne peut être associé au siège de Troie.
Malgré tout, il existe des convergences entre le mythe et l'archéologie. Par exemple, il est question d'un casque dans l’Iliade :

« Et Mèrionès donna à Odysseus un arc, un carquois et une épée. Et le Laertiade mit sur sa tête un casque fait de peau, fortement lié, en dedans, de courroies, que les dents blanches d’un sanglier hérissaient de toutes parts au-dehors, et couvert de poils au milieu. »

— Homère, Iliade
 Or ce même type de casque a été retrouvé dans les édifices funéraires d'Argolide, d'Attique ou de Messénie, comportant des plaques incurvées taillées dans des dents de sanglier, et il est mentionné dans les inventaires des palais de Pylos et de Cnossos.
Pour Claude Mossé, on ne pourra jamais prouver avec certitude l’existence ou non du conflit homérique ; elle écrit :

« Cette guerre dont l'Iliade porte l'écho amplifié ne fut peut-être dans l'histoire qu'un événement mineur : la prise par une petite bande de Grecs d'une bourgade d'Asie Mineure. »

La question est donc discutée. On pourra en conclure que si le caractère mythique de l’épisode de la guerre de Troie est évident, les indices archéologiques récents laissent penser qu’il s’inspire probablement d’un ou de plusieurs conflits historiques,,,,.